# Helictotrichon canescens
Helictotrichon canescens là một loài thực vật có hoa trong họ Hòa thảo. Loài này được (Buckley) Clayton mô tả khoa học đầu tiên năm 1985.